# Gare de Saint-Martin-du-Mont
Pour les articles homonymes, voir Gare de Saint-Martin.
La gare de Saint-Martin-du-Mont est une gare ferroviaire française, située au lieu-dit Le Molard sur la commune de Saint-Martin-du-Mont, dans l'Ain, en région Auvergne-Rhône-Alpes.
Elle est mise en service en 1896 par la Compagnie des chemins de fer de Paris à Lyon et à la Méditerranée (PLM).
C'est une halte voyageurs de la Société nationale des chemins de fer français (SNCF), desservie par des trains régionaux TER Auvergne-Rhône-Alpes.

## Situation ferroviaire
Établie à 264 mètres d'altitude, la gare de Saint-Martin-du-Mont est située, au point kilométrique (PK) 51,125 de la ligne de Mâcon à Ambérieu, entre les gares ouvertes de Bourg-en-Bresse et de Pont-d'Ain. La gare fermée de La Vavrette-Tossiat s'intercale en direction de Bourg-en-Bresse.

## Histoire
Le 23 juin 1856, a lieu la mise en service de la première section, entre Lyon et Bourg, du chemin de fer de Mâcon et de Lyon à Genève, par la Compagnie des chemins de fer de Paris à Lyon et à la Méditerranée (PLM). Lors de l'ouverture de la ligne, il n'y a pas de station entre La Vavrette et Pont-d'Ain.
La halte de Saint-Martin-du-Mont est mise en service le 1er juin 1896 par la Compagnie des chemins de fer de Paris à Lyon et à la Méditerranée (PLM), elle est ouverte au service des voyageurs sans bagages et au transport des chiens avec billets. Un abri voyageurs est construit dans la première partie de l'année 1898.

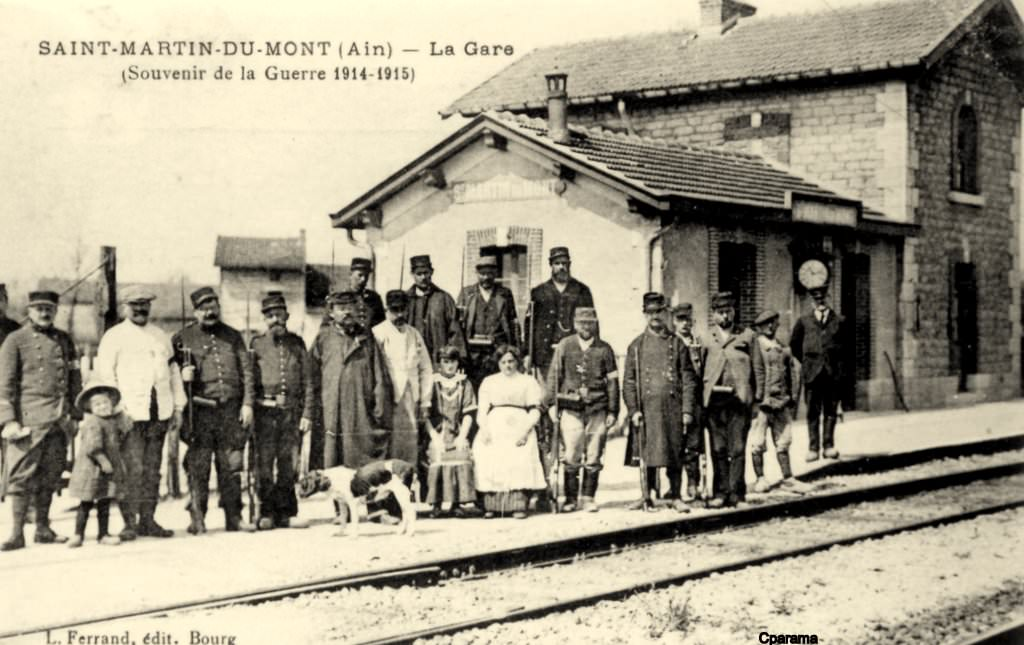
Carte postale ancienne (1914-1915) de la gare.

Elle devient une station, avec un service renforcé, en mai 1909.
En 1911, Saint-Martin-du-Mont figure dans la nomenclature des gares stations et haltes de la Compagnie des chemins de fer de Paris à Lyon et à la Méditerranée (PLM). C'est une station ouverte seulement au service des voyageurs, bagages, chiens et articles de messagerie, y compris les denrées, finances et valeurs dont le poids n'excède pas 100 kilogrammes par colis, les expéditeurs et destinataires étant tenus d'aider à la manutention de leurs colis. Elle n'est ouverte au service que pendant les périodes de temps indiquées par une affiche apposée dans la station. Elle est située sur la ligne de Macon à Modane, entre les gares de La Vavrette-Tossiat et de Pont-d'Ain. La Compagnie est autorisée à prélever, au profit de la commune, des surtaxes locales temporaires sur les billets voyageurs et sur les bagages.
Redevenue une simple halte au cours de la deuxième moitié du XXe siècle, ses installations, notamment les abris, le mobilier, l'éclairage et la signalétique, sont rénovées en 2012 dans le cadre du programme régional de « remise à niveau des gares et haltes ».

## Fréquentation
Selon les estimations de la SNCF, la fréquentation annuelle de la gare s'élève aux nombres indiqués dans le tableau ci-dessous.
| Année               | 2024  | 2023  | 2022  | 2021  | 2020  | 2019  | 2018  | 2017  | 2016  | 2015  |
| ------------------- | ----- | ----- | ----- | ----- | ----- | ----- | ----- | ----- | ----- | ----- |
| Nombre de voyageurs | 4 732 | 6 807 | 6 550 | 5 748 | 4 761 | 4 774 | 3 486 | 3 849 | 4 439 | 3 697 |

## Service des voyageurs

### Accueil
Halte SNCF, c'est un point d'arrêt non géré (PANG) à accès libre.
Les quais sont situés de part et d'autre du passage à niveau routier qui permet la traversée des voies.

### Desserte
Saint-Martin-du-Mont est desservie par des trains TER Auvergne-Rhône-Alpes de la relation Mâcon - Bourg-en-Bresse - Ambérieu-en-Bugey.

Installations
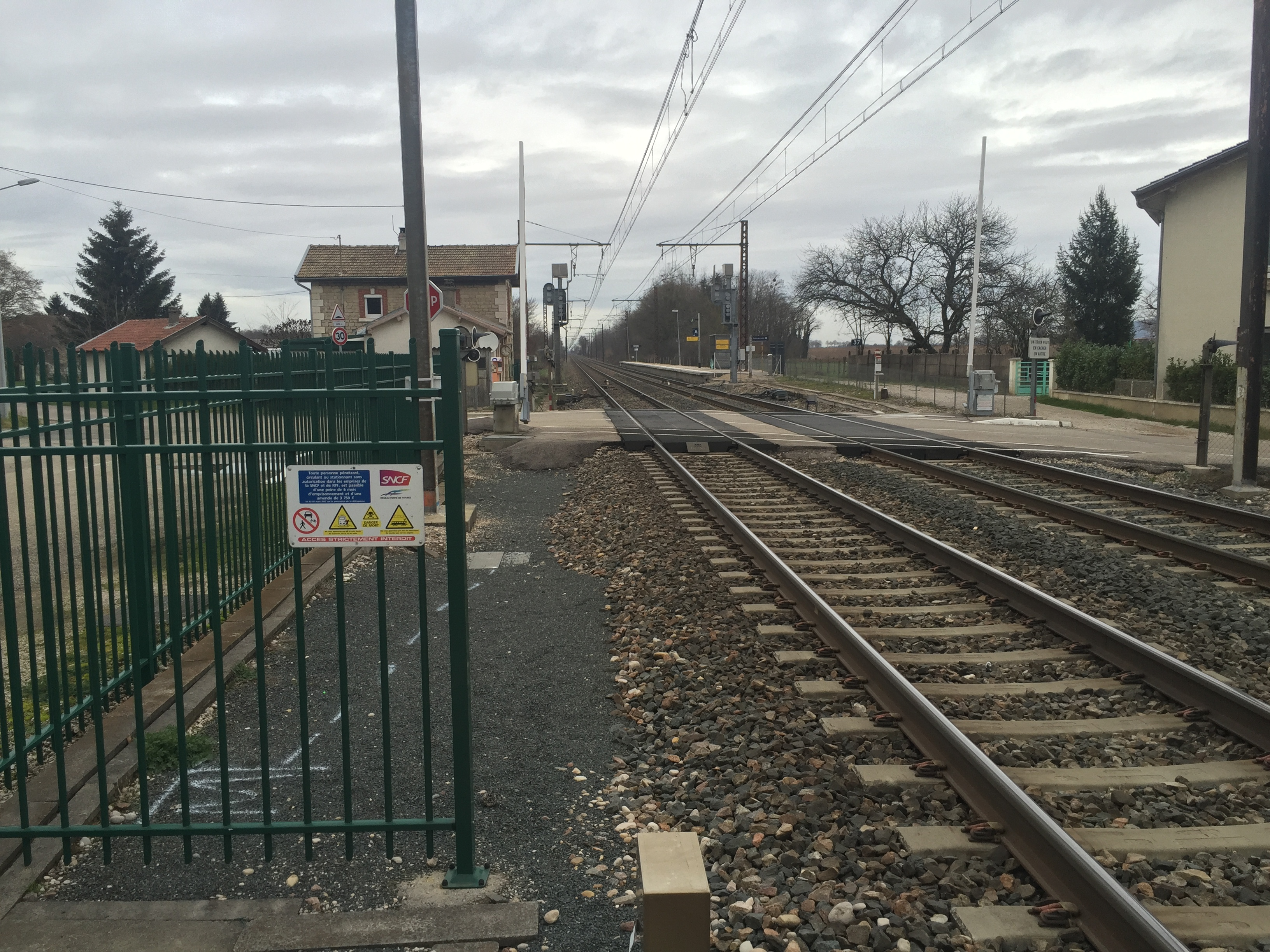
Vue d'ensemble.
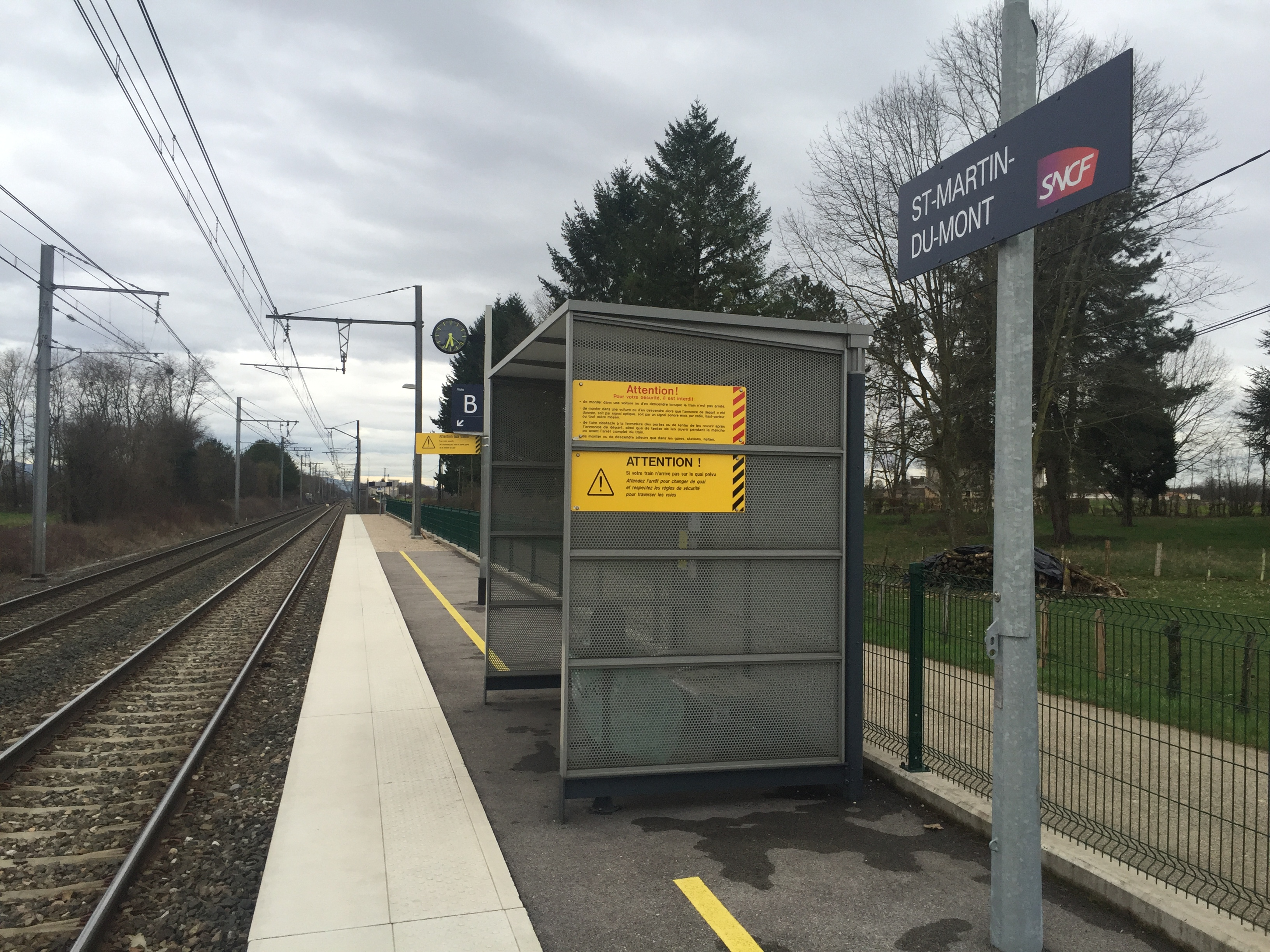
L'un des deux quais.

### Intermodalité
Le stationnement de véhicules est possible à proximité.

## Patrimoine ferroviaire
L'ancien bâtiment de la station PLM, composé de la maison du garde barrière d'origine de la ligne avec une petite aile ajoutée après l'ouverture de la halte en 1896 (voir photographie).